# Íon halônio

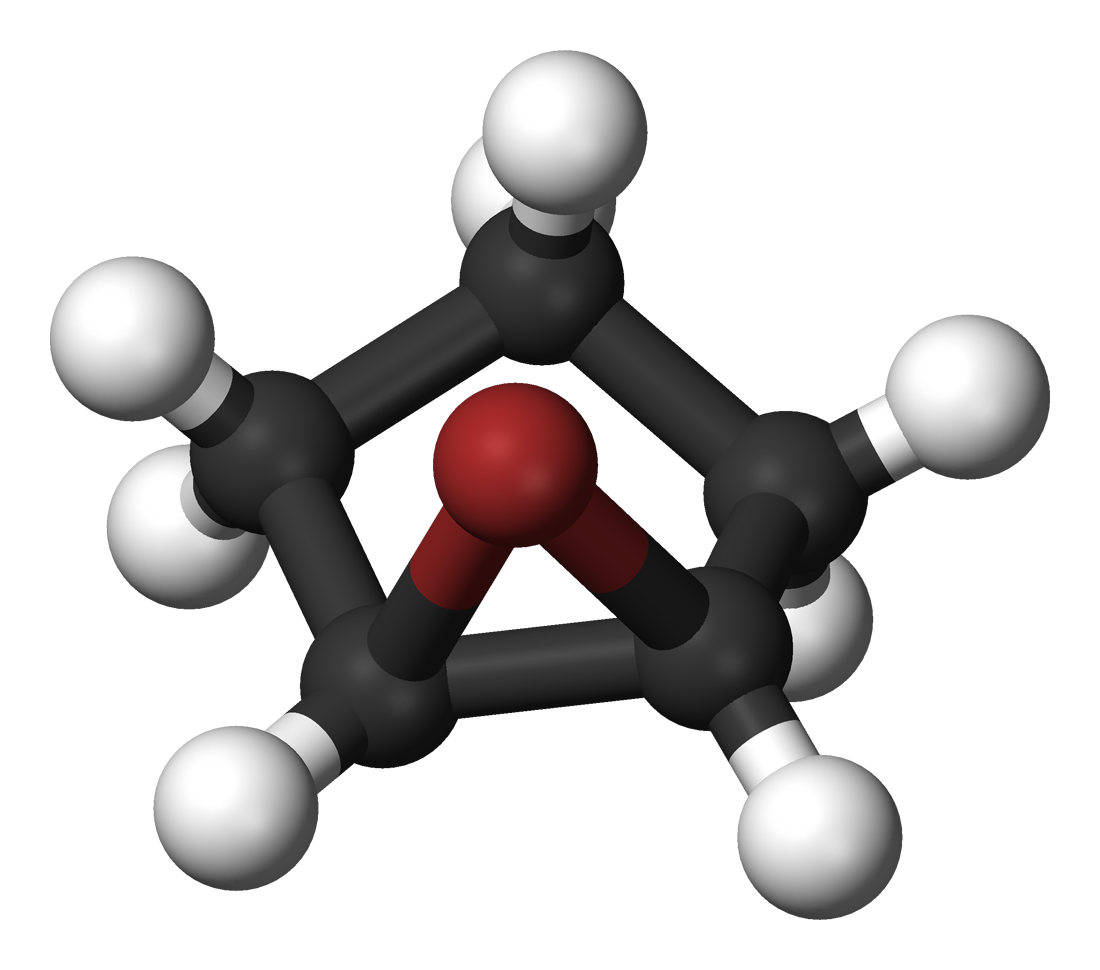
Um modelo de bola e vareta do íon bromônio formado do ciclopentano

Um íon halônio em química orgânica é qualquer composto ônio (íon) contendo um átomo de halogênio ligado em ponte carregando uma carga positiva. Este cátion tem a estrutura geral R-X+-R onde X é qualquer halogênio e R qualquer radical orgânico e esta estrutura pode ser  uma estrutura molecular cíclica ou uma cadeia aberta.
Íon halônio foram primeiramente postulados em 1937 por Roberts e Kimball de acordo com observações de diastereoseletividade em reações de adição de halogênio em alquenos. Eles corretamente discutiam que se o intermediário inicial na brominação é o X--C-C+ de cadeia aberta, rotação em torno da ligação simples C-C poderia ser possível conduzindo a uma mistura de quantidades iguais de isômeros e isômero trans dihalogêneo a qual não é o caso. Eles então afirmaram que um átomo de halogênio positivamente carregado é isoeletrônico com o oxigênio e que o átomo de carbono e bromo têm potenciais de ionização comparáveis.
Em 1970 George A. Olah foi bem sucedido em preparar e isolar sais de halônio por adicionar um haleto de metila tal como o brometo de metilo ou o cloreto de metilo em dióxido de enxofre a -78°C a um complexo de pentafluoreto de antimônio e tetrafluorometano em dióxido de enxofre. Após evaporação de dióxido de enxofre este procedimento deixa cristais de CH3-X+-CH3SbF6-, estável a temperatura ambiente mas não a umidade.
Um íon halônio também refere-se genericamente aos mais simples compostos ônion (íons) baseados em halogênios: fluorônio, H2F+; clorônio, H2Cl+; bromônio, H2Br+; iodônio, H2I+.